# Spirit (Band)
Spirit war eine US-amerikanische Rockband, die vor allem in den 1970er Jahren erfolgreich war.

## Geschichte
Spirit entstand aus der Gruppe Red Rooster, die 1965 vom Schlagzeuger Ed Cassidy, seinem Stiefsohn, dem Gitarristen Randy California sowie dem Bassisten Mark Andes gegründet wurde. Cassidy hatte in den 1950er Jahren mit Jazzgrößen wie Art Pepper, Cannonball Adderley, Thelonious Monk, Gerry Mulligan oder Zoot Sims zusammengearbeitet. Andes konnte bereits auf Singleveröffentlichungen mit den Marksmen zurückblicken. Gemeinsam mit Sänger Jay Ferguson existierte die Formation bis zum Frühjahr 1966. Anschließend gingen Cassidy und Wolfe nach New York, wo ersterer ein Engagement als Jazz-Drummer hatte, und Wolfe spielte bei Jimmy James and the Blue Flames. James – besser bekannt als Jimi Hendrix – dessen Stil ihn nachhaltig prägte, verpasste ihm den Namen Randy California, den er bis zu seinem Tod nutzte. Andes spielte während dieser Zeit zeitweilig bei Canned Heat, während Ferguson mit dessen Bruder Matt die Band Western Union gründete.
1967 taten sich die Red-Rooster-Mitglieder mit dem Keyboarder John Locke unter dem Namen Spirits Rebellious zusammen – benannt nach einem Buch von Khalil Gibran. Nach der Verkürzung des Namens zu Spirit produzierte die Band zwischen 1968 und 1971 eine Reihe vielbeachteter Alben. Die Platte Twelve Dreams of Dr. Sardonicus von 1970 wurde sowohl künstlerisch wie auch kommerziell ihr größter Erfolg. Ihr einziger großer Single-Hit war I Got a Line on You (1968), auch auf der LP The Family That Plays Together veröffentlicht. Während des Jahres 1969 spielten sie Konzerte zusammen mit Led Zeppelin, die für kurze Zeit den Spirit-Titel Fresh Garbage in ihr Live-Programm aufnahm.
1971 verließen Andes und Ferguson die Band, um mit Jo Jo Gunne Popmusik zu machen. Ferguson startete ab Mitte der 1970er Jahre eine Solokarriere. Es folgten diverse Besetzungswechsel, die dazu führten, dass zeitweilig kein einziges Gründungsmitglied mehr an Bord war. In den 1980er Jahren gab es nochmal ein Album in der Urbesetzung, das allerdings nicht an den Erfolg der früheren Werke anknüpfen konnte.
In Deutschland trat die Band am 5. März 1978 in der Grugahalle in Essen im Rahmen der 2. Rockpalast-Nacht auf. Dickey Betts und Randy California spielten dort spontan zum Konzertabschluss ein Bluesmedley.
Die Band existierte in wechselnden Besetzungen bis zum Tod Randy Californias im Jahr 1997.
Aufgrund deutlicher Ähnlichkeiten eines Gitarrenlaufs von Spirits Taurus (1968) und Led Zeppelins Stairway to Heaven (1971) strebte der Nachlassverwalter von Randy California seit 2014 ein Plagiatsverfahren gegen Robert Plant und Jimmy Page an. Ein Ziel der Klage war es, dass California künftig als Mitautor von Stairway to Heaven genannt werden sollte. Das von einem kalifornischen Richter wegen „ausreichender Ähnlichkeit“ zugelassene Verfahren wurde im Juni 2016 vor einem Geschworenengericht eröffnet und der Plagiatsvorwurf von diesem als nicht zutreffend erachtet.

## Rezeption
Der Song Feel Good Time, der ursprünglich von Beck aufgenommen, später jedoch von Pink für den Soundtrack von 3 Engel für Charlie – Volle Power und ihr Album Try This übersungen wurde, enthält ein Sample des Spirit-Songs Fresh-Garbage aus dem Jahr 1968.

## Diskografie

### Studioalben
| Jahr | Titel                                                               | Höchstplatzierung, Gesamtwochen, AuszeichnungChartplatzierungen (Jahr, Titel, Platzierungen, Wochen, Auszeichnungen, Anmerkungen) | Höchstplatzierung, Gesamtwochen, AuszeichnungChartplatzierungen (Jahr, Titel, Platzierungen, Wochen, Auszeichnungen, Anmerkungen) | Anmerkungen |
| Jahr | Titel                                                               | UK | US | Anmerkungen |
| ---- | ------------------------------------------------------------------- | --- | --- | ----------- |
| 1968 | Spirit                                                              | — | US31 (36 Wo.)US |             |
| 1968 | The Family That Plays Together                                      | — | US22 (28 Wo.)US |             |
| 1969 | Clear                                                               | — | US55 (15 Wo.)US |             |
| 1970 | Twelve Dreams of Dr. Sardonicus                                     | UK28 (1 Wo.)UK | US63 Gold · (14 Wo.)US |             |
| 1972 | Feedback                                                            | — | US63 (14 Wo.)US |             |
| 1975 | Spirit of ’76                                                       | — | US147 (9 Wo.)US |             |
| 1976 | Farther Along                                                       | — | US179 (4 Wo.)US |             |
| 1981 | The Adventures of Kaptain Kopter & Commander Cassidy in Potato Land | UK40 (2 Wo.)UK | — |             |

Weitere Studioalben
- 1975: Son of Spirit
- 1977: Future Games
- 1984: The Thirteenth Dream
- 1989: Rapture in the chambers
- 1990: Tent of Miracles
- 1996: California Blues
- 2005: Model Shop (Soundtrack, bereits 1968 aufgenommen)

### Livealben
- 1977: Live Spirit
- 1983  Made in Germany
- 1995: Live at La Paloma
- 1999: Live At The Rainbow
- 2003: Blues From The Soul
- 2004: Live From The Coast
- 2006: The Original Potato Land
- 2007: Salvation … The Spirit Of ’74
- 2019: Live At Rockpalast 1978

### Kompilationen
| Jahr | Titel              | Höchstplatzierung, Gesamtwochen, AuszeichnungChartplatzierungen (Jahr, Titel, Platzierungen, Wochen, Auszeichnungen, Anmerkungen) | Höchstplatzierung, Gesamtwochen, AuszeichnungChartplatzierungen (Jahr, Titel, Platzierungen, Wochen, Auszeichnungen, Anmerkungen) | Anmerkungen |
| Jahr | Titel              | UK | US | Anmerkungen |
| ---- | ------------------ | --- | --- | ----------- |
| 1973 | The Best of Spirit | — | US119 (12 Wo.)US |             |
| 1973 | Spirit             | — | US191 (4 Wo.)US |             |

Weitere Kompilationen
- 1991: Chronicles
- 1997: The Mercury Years
- 2000: Cosmic Smile
- 2002: Sea Dream
- 2005: Son Of America
- 2007: The Euro-American Years
- 2008: The Archive - An Introduction

### Singles
| Jahr | Titel Album                                        | Höchstplatzierung, Gesamtwochen, AuszeichnungChartsChartplatzierungen (Jahr, Titel, Album, Platzierungen, Wochen, Auszeichnungen, Anmerkungen) | Anmerkungen                                    |
| Jahr | Titel Album                                        | US | Anmerkungen                                    |
| ---- | -------------------------------------------------- | --- | ---------------------------------------------- |
| 1968 | I Got a Line on You The Family That Plays Together | US25 (12 Wo.)US |                                                |
| 1969 | 1984 –                                             | US69 (9 Wo.)US |                                                |
| 1970 | Animal Zoo Twelve Dreams Of Dr. Sardonicus         | US97 (1 Wo.)US |                                                |
| 1970 | Mr. Skin Twelve Dreams Of Dr. Sardonicus           | US92 (2 Wo.)US | Charteinstieg nach Wiederveröffentlichung 1973 |

Weitere Singles
- 1968: Mechanical World
- 1969: Dark Eyed Woman
- 1970: Mr. Skin
- 1971: Nature’s Way
- 1972: Cadillac Cowboys
- 1975: Lady of the Lakes
- 1975: Holy Man
- 1976: Farther Along
- 1980: Turn to the Right